# Iolcos
Iolcos (grec antic: Ἰωλκός, llatí: Iolcus) era una antiga ciutat de Magnèsia (Tessàlia) situada a la punta inicial del golf de Pàgases, al peu del Mont Pèlion.
És famosa perquè ja de temps antics es deia que era la residència de Jàson i el lloc on es van reunir els argonautes. El seu pare, Èson, era rei de Iolcos. Homer l'esmenta al Catàleg de les naus de la Ilíada, i també a l'Odissea, on li dona els epítets de ἐϋκτιμένη (euktimene, 'ben construïda') i εὐρύχορος (eurýchoros, 'de llocs molt amplis'). Segons el mite, la ciutat la va fundar Creteu, rei de Tessàlia, i va ser colonitzada pels mínies d'Orcomen.
En època històrica, Iolcos apareix esmentada molt poques vegades. Segons Heròdot, els tessalis la van donar al tirà Hípies quan va ser expulsat d'Atenes l'any 510 aC. La ciutat va patir divisions internes i lluites pel seu govern, fins que l'any 290 aC els seus habitants, junt amb els habitants d'altres ciutats veïnes, van ser traslladats a la nova ciutat de Demètrias, que Demetri Poliorceta acabava de fundar. La ciutat va romandre quasi buida i finalment es va despoblar del tot al segle i aC. Tal com en parla Estrabó sembla que la ciutat no existia a la seva època.
Estrabó diu que estava situada a la via que anava de Bebe a Demètrias, i que de Iolcos a Demètrias hi havia 7 estadis. Píndar situa Iolcos al peu del Pèlion, una mica cap a l'interior, i segons Titus Livi estava situada vora la costa. La ciutat, per aquestes descripcions, es trobava molt a la vora de l'actual Volos.